# Villapiana
Villapiana is een gemeente in de Italiaanse provincie Cosenza (regio Calabrië) en telt 5060 inwoners (31-12-2004). De oppervlakte bedraagt 38,7 km², de bevolkingsdichtheid is 125 inwoners per km².
De volgende frazioni maken deel uit van de gemeente: Centro, Lido, Scalo.

## Demografie
Villapiana telt ongeveer 2057 huishoudens. Het aantal inwoners steeg in de periode 1991-2001 met 5,9% volgens cijfers uit de tienjaarlijkse volkstellingen van ISTAT.
| Jaar | Inwoneraantal |
| ---- | ------------- |
| 1991 | 4487          |
| 2001 | 4752          |

## Geografie
Villapiana grenst aan de volgende gemeenten: Cassano allo Ionio, Cerchiara di Calabria, Plataci, Trebisacce.

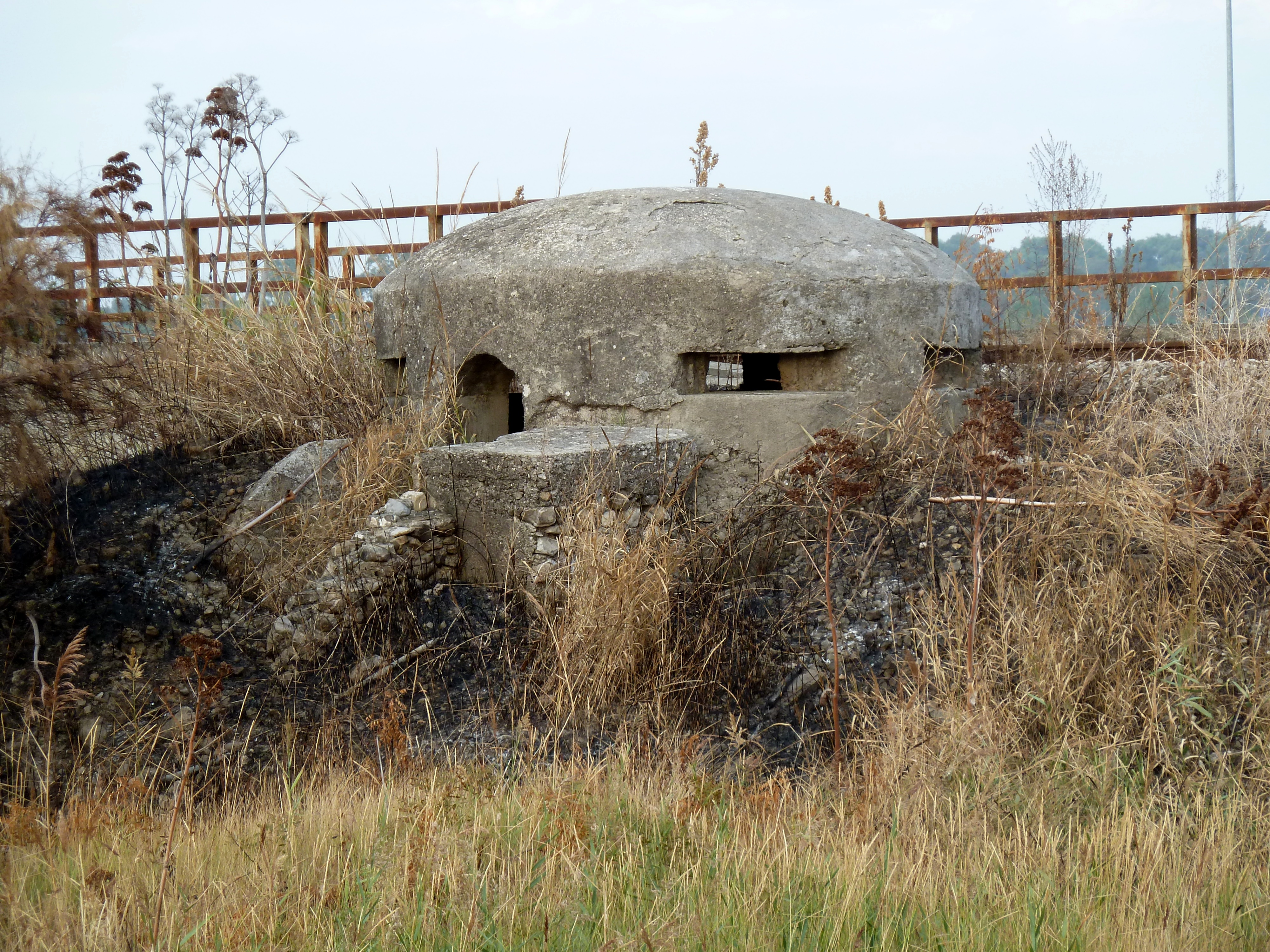
Bunker uit WOII bij Scalo, Villapiana
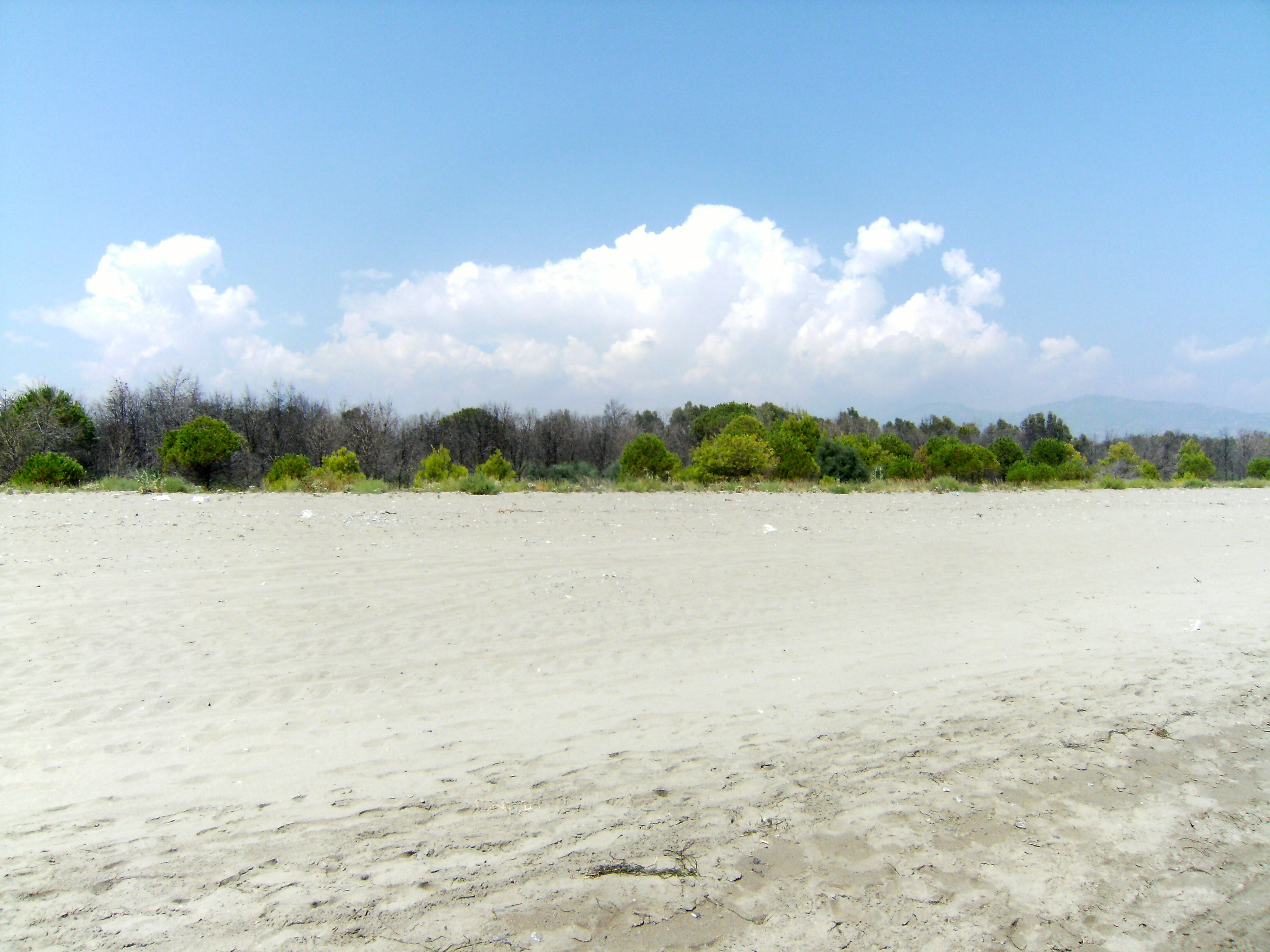
Scalo, Villapiana